# Лихтенштейн, Александр Иосифович
Алекса́ндр Ио́сифович Лихтенште́йн (род. 4 мая 1955, Свердловск, СССР) — советский и немецкий физик, кандидат физико-математических наук (1982), профессор Университета Радбауда (Нидерланды, 1998) и Гамбургского университета (Германия, 2004).
Лауреат премии Ленинского комсомола в области науки и техники (1988) и государственной премии Российской Федерации (1995), лауреат премии Макса Борна за 2014 год.

## Биография
Родился 4 мая 1955 года в Свердловске, в семье станкостроителя Иосифа Израилевича Лихтенштейна (1920, Варшава — 2005, Екатеринбург), впоследствии ведущего инженера и начальника сектора СНИТИ. В 1977 году получил диплом Уральского государственного университета по специальности теоретическая физика. В 1982 году под руководством профессора Москвина А. С. (УрГУ) защитил диссертацию на соискание учёной степени кандидата физико-математических наук: «Xα-метод магнитного переходного состояния в теории обменных взаимодействий».
После этого А. И. Лихтенштейн работал в Институте химии твёрдого тела УрО РАН (Екатеринбург). С 1989 года — в Германии, в Институте исследований твердого тела Общества Макса Планка в Штутгарте, с 1995 года — в Исследовательском центре Юлих. В 1998 году он стал профессором теоретической физики Университета Радбауда, а с 2004 года является профессором Гамбургского университета.
Женат, имеет двоих детей.
Научные интересы А. И. Лихтенштейна связаны с магнетизмом и электронной структурой твёрдых тел.

## Награды
- Премия Ленинского комсомола в области науки и техники (1988) — за работу «Количественная теория магнитных, электрических и оптических свойств переходных металлов, их сплавов и соединений».
- Государственная премия Российской Федерации за 1995 год в области науки и техники — за разработку квантовохимических и радиоспектроскопических методов в химии твердого тела.
- Премия корпорации Intel и Роснано в 2008 году за конструирование наномагнитов с помощью суперкомпьютеров[6].
- Премия Макса Борна (2014).

### Книги и препринты
- Лихтенштейн А. И., Губанов В. А. Метод магнитного переходного состояния в теории магнетизма. — Свердловск, 1982. — 79 с. /Препринт ИХ УНЦ АН СССР/.
- Магнетизм и химическая связь в кристаллах. / В. А. Губанов, А. И. Лихтенштейн, A. B. Постников. М.: Наука, 1985.
- Анисимов В. И., Антропов В. П., Губанов В. А., Ивановский А. Л., Курмаев Э. З., Лихтенштейн А. И. Электронная структура дефектов и примесей в металлах, сплавах и соединениях. М., 1989.

### Избранные статьи
- Москвин A. C., Лихтенштейн А. И., Лукьянов A. C. К теории кинетического обмена в магнитных диэлектриках. // В сб. Физика металлов и их соединений. Свердловск, 1977, в. 5, с. 44-49.
- Расчет сверхобменных параметров спин-поляризованным методом Хартри-Фока-Слэтера / Лихтенштейн А. И., Эллис Д. Е., Москвин A. C., Губанов В. А. //  В кн. Всесоюзная конференция по физике магнитных явлений. Тезисы докладов. Харьков, 1979.
- Лихтенштейн А. И., Москвин А. С., Губанов В. А. Электронная структура Fe ±центров и обменные взаимодействия в редкоземельных ортоферритах. //  ФТТ, 1982, т. 24, в. 12, с. 3596-3605.
- Анисимов В. И., Антропов В. П., Губанов В. А., Кацнельсон М. И., Лихтенштейн А. И. Зонная теория магнетизма металлов и сплавов. //  УФН № 155 с. 721—724 (1988).
- Кацнельсон М. И., Лихтенштейн А. И. Проблема железа. //  В Сб. статей по материалам школы-семинара «Фазовые и структурные превращения в сталях». 2007. Вып. З.